# Pradial

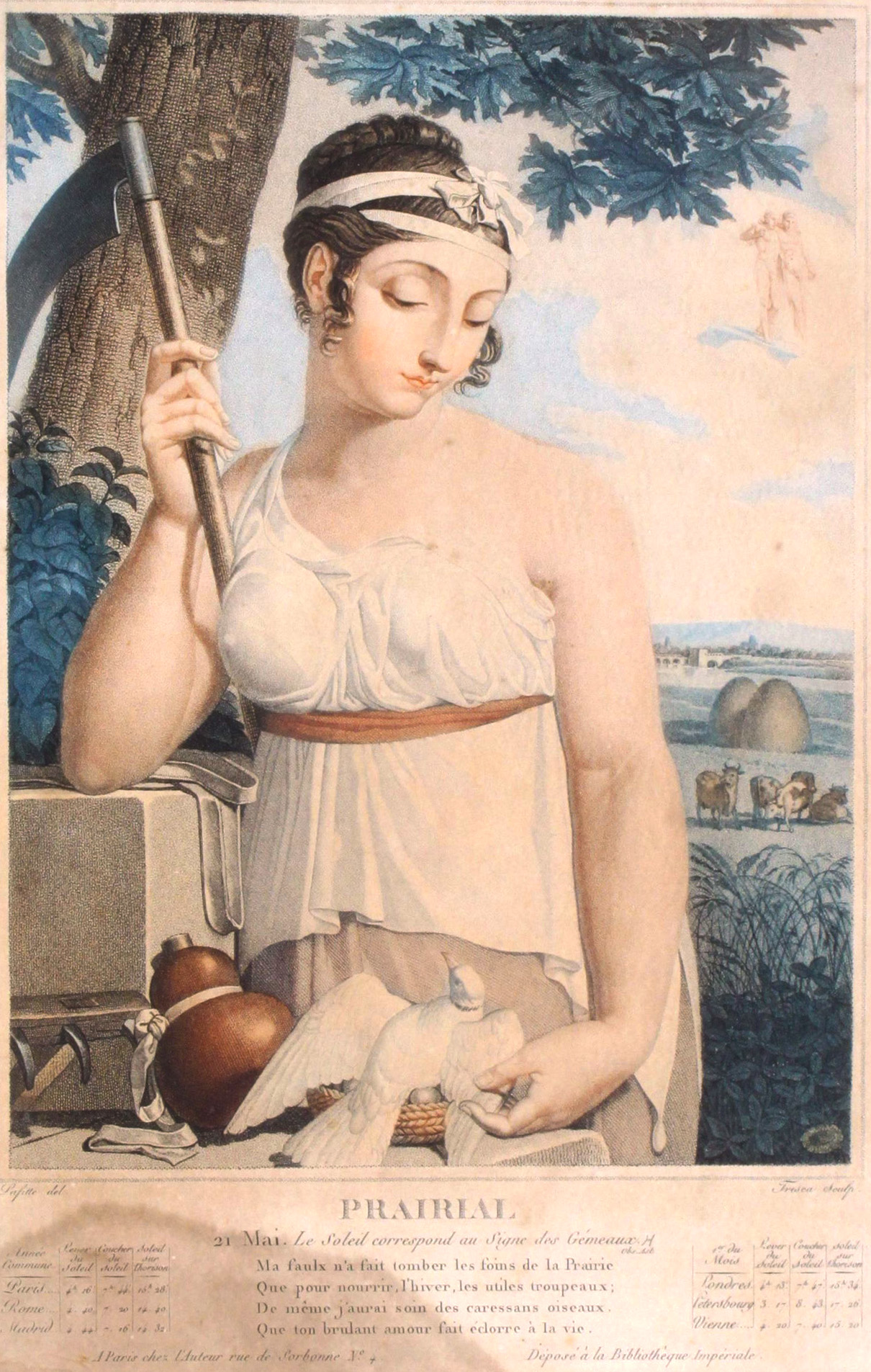
Alegoría de pradial, de Louis Lafitte.

Pradial (en francés Prairial) es el nombre del noveno mes del calendario republicano francés, el tercero de los meses de la estación primaveral, que comienza el 20 o 21 de mayo y termina el 18 o 19 de junio, según el año. Coincide de forma aproximada con el paso aparente del Sol por la constelación zodiacal de Géminis.

## Etimología
El nombre del mes deriva del francés prairie, que quiere decir pradera. Según el informe a la Convención propuesto por Fabre d'Églantine, dicho nombre se refiere a "la fecundidad risueña y la recolección de las praderas de mayo en junio:". El sufijo -al denota que el mes pertenece a la estación de la primavera, igual que Germinal y Floreal.